# STS-95
إس تي إس-95 (بالإنجليزية: STS-95)‏ الرحلة الثانية والتسعون ضمن برنامج مكوك الفضاء لوكالة ناسا، والرحلة الخامسة والعشرون على متن مكوك الفضاء ديسكفري، انطلقت الرحلة في 29 أكتوبر 1998 من مركز كينيدي للفضاء ، وهبطت بتاريخ 7 نوفمبر في مركز كينيدي للفضاء أيضاً، بعد تسعة أيام مكثتها الرحلة في الفضاء، تم خلال الرحلة إجراء ابحاث تتعلق بالشمس والرياح الشمسية، بلغ عدد الرواد المشاركين في الرحلة سبعة رواد من بينهم رائد فضاء ياباني وآخر إسباني وهو بيدرو دوكي أول رائد فضاء إسباني يقوم بعملية سير في الفضاء.